# Magellan Verlag
Der Magellan Verlag ist ein Kinder- und Jugendbuchverlag mit Sitz in Bamberg. Er ist Teil der Bamberger VerlagsGruppe GmbH & Co. KG. Diese umfasst neben dem Magellan Verlag auch den Schulbuchverlag C.C. Buchner sowie die Dienstleistungsunternehmer C.C.Buchner21 und MT-Medien.

## Geschichte
Der Magellan Verlag wurde am 17. Dezember 2012 gegründet. Im Herbst 2014 erschienen die ersten 26 Titel. Das Programm umfasst heute Pappbilder-, Bilder-, Kinder- und Jugendbücher, Sachbücher sowie Hörbücher und Spiele – für Kinder aller Altersstufen.
Der Verlag publiziert ausschließlich auf Papier. Der Verlag ist benannt nach dem Entdecker Ferdinand Magellan. Das Verlagslogo ist ein stilisierter Wal.

## Preise
Im Magellan Verlag erschienene Werke wurden ausgezeichnet:
- 2016: Buxtehuder Bulle für Mit anderen Worten: ich von Tamara Ireland Stones[4]
- 2017: Deutscher Jugendliteraturpreis (Sonderpreis „Neue Talente“) für Lizzy Carbon und der Klub der Verlierer von Mario Fesler[5]
- 2019: Buxtehuder Bulle für Acht Wochen Wüste von Wendelin Van Draanen[6]
- 2019: DELIA-Jugendliteraturpreis für Orcasommer von Sabine Giebken[7]
- 2020: DELIA-Jugendliteraturpreis für Meine Checkliste zum Verlieben von Anja Janotta[7]
- 2022: Annalise-Wagner-Preis für die Kinderbuchreihe Robin vom See von Ulrich Fasshauer[8]

## Bekannte Autoren
Autoren und Illustratoren:
- Martina Badstuber, Autorin & Illustratorin
- Marc Boutavant, Illustrator
- Katja Brandis, Autorin
- Nina Dulleck, Illustratorin
- Ulrich Fasshauer, Autor
- Mario Fesler, Autor
- Franziska Gehm, Autorin
- Julian Gough, Autor
- Meike Haas, Autorin
- Kai Haferkamp, Autor
- Jana Heinicke, Autorin
- Yvonne Hergane, Autorin
- Annette Herzog, Autorin
- Marianne Kaurin, Autorin
- Tanja Kinkel, Autorin
- Ute Krause, Autorin & Illustratorin
- Anke Kuhl, Illustratorin
- Antje Leser, Autorin
- Dorit Linke, Autorin
- Michael Morpurgo, Autor
- Katja Reider, Autorin
- Sibylle Rieckhoff, Autorin
- Christoph Scheuring, Autor
- Anja Wrede, Autorin